# Antarktisk oas

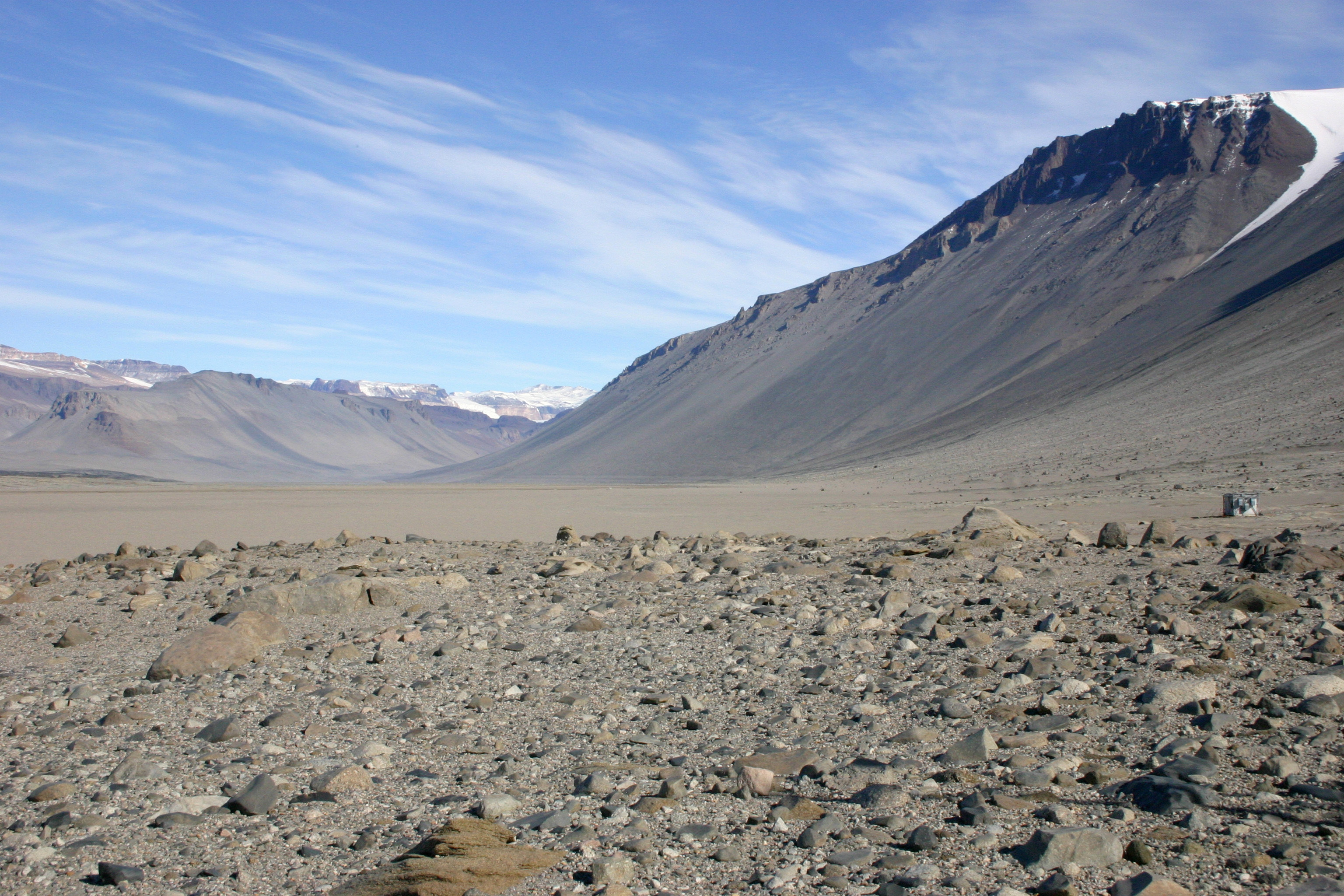
Wright Valley, McMurdos torrdalar.

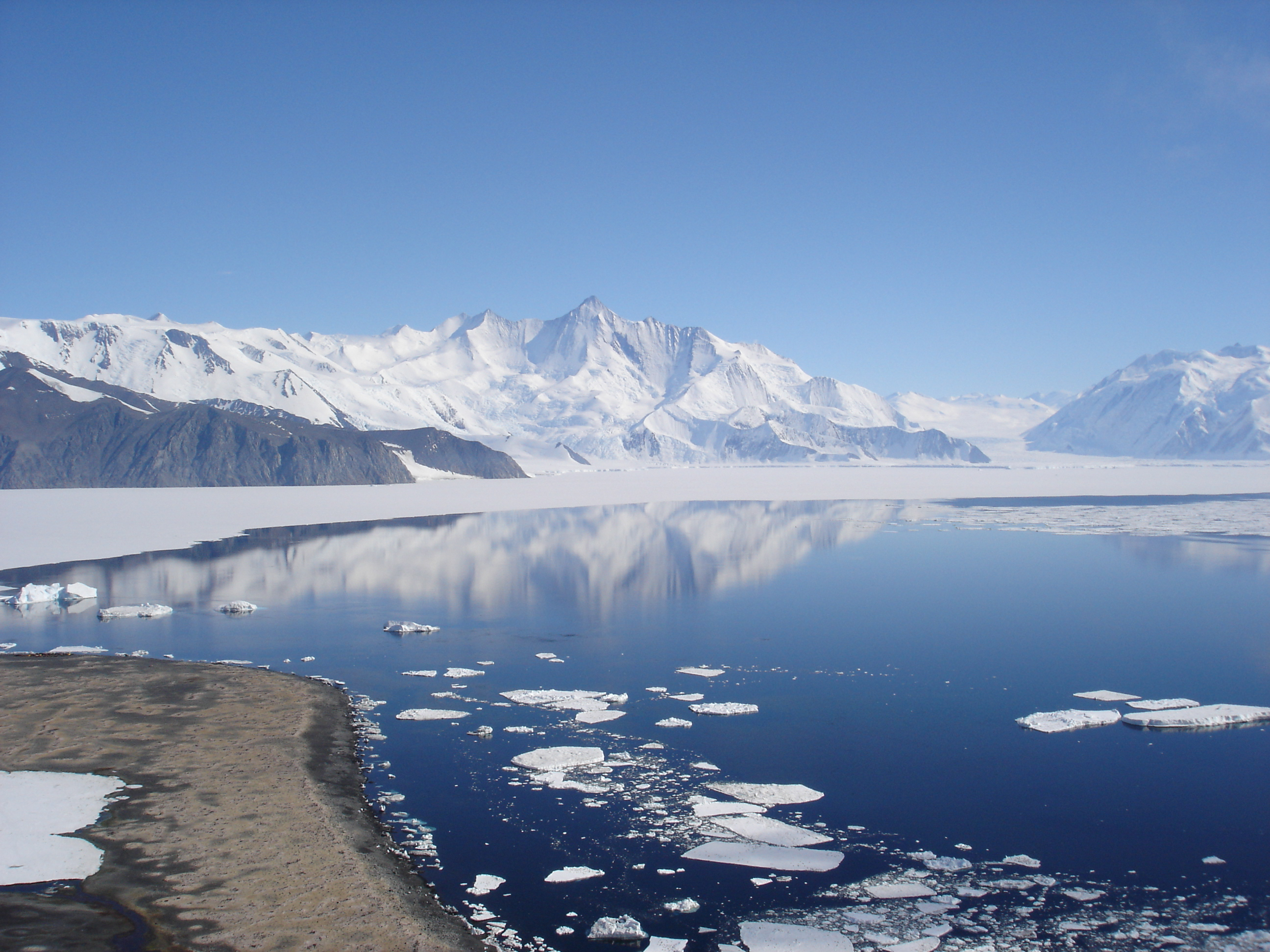
Kap Hallet, Victoria Land.

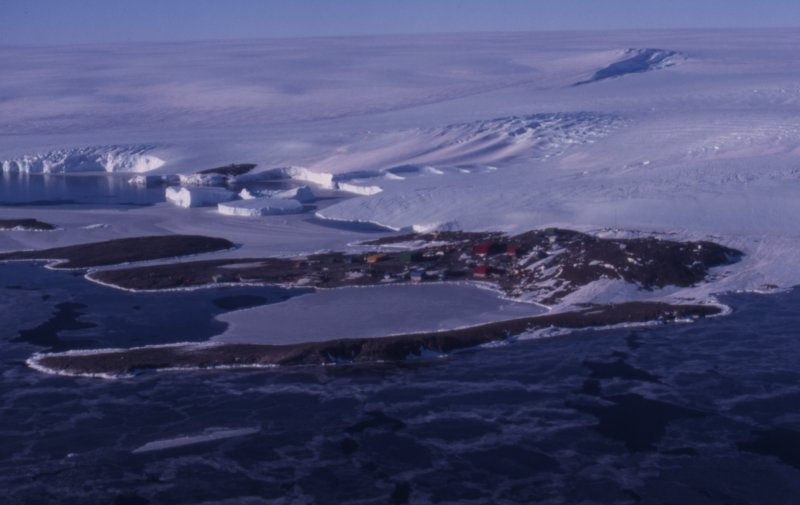
Holmeviken vid Mawson Station, Mac Robertson land.

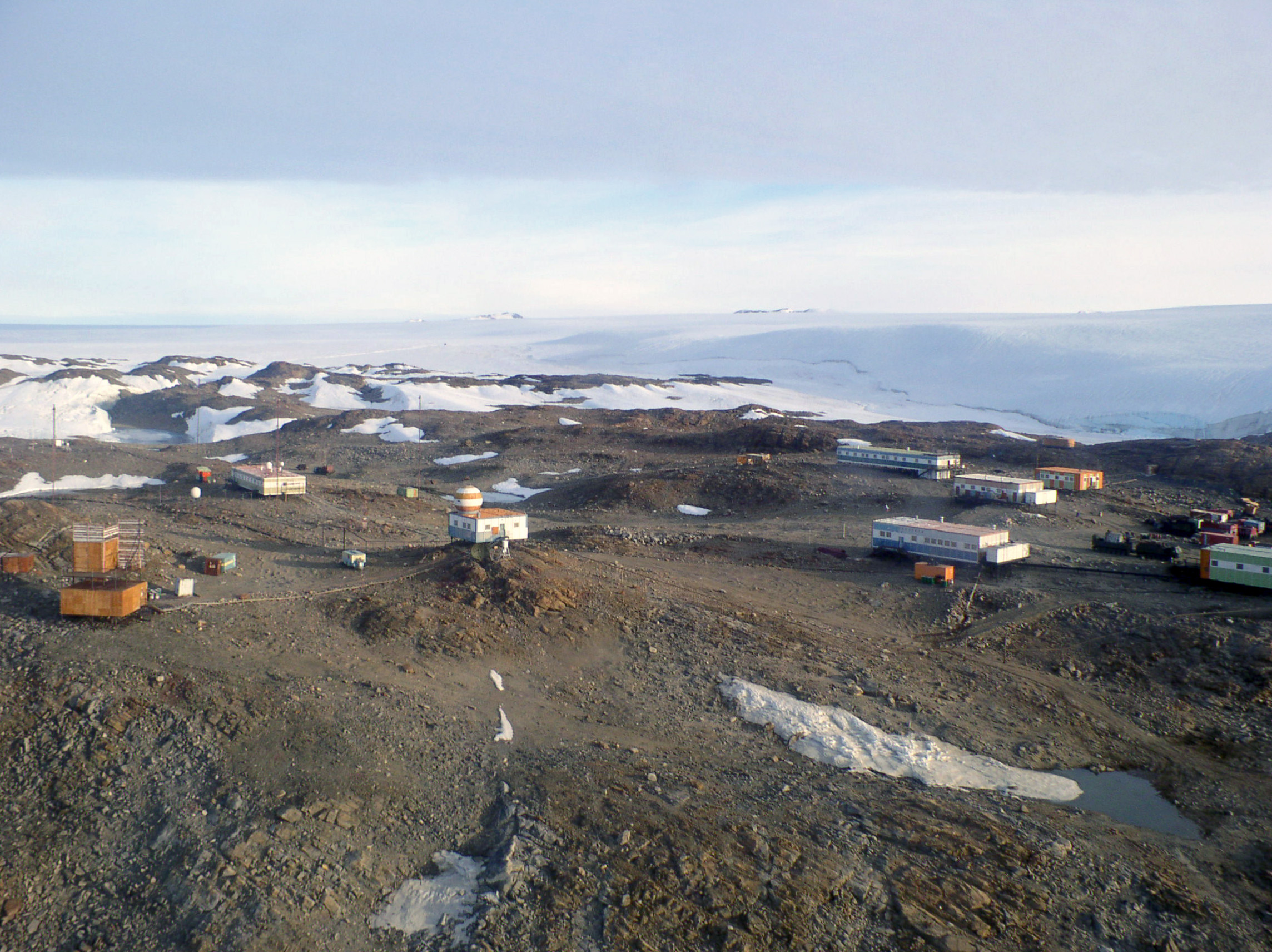
Schirmacheroasen, Prinsesse Astrid Kyst.

En antarktisk oas är ett naturligt större snöfritt och ibland även isfritt område på det för övrigt istäckta antarktiska fastlandet.

## Geologi
I Antarktis finns förutom bergstoppar och nunataker ytterligare naturligt snö- och delvis även isfria områden vilka kallas antarktiska oaser och torrdalar. Dessa områden ligger inbäddade i inlandsisen eller vid kusten innanför shelfisarna.
Oaser och torrdalar uppstår i områden med gynnsam geografi där marken absorberar tillräcklig solenergi för att smälta snöfall och i områden med ringa snöfall där vindar blåser bort fallen snö. Temperaturen ligger här lite högre än omgivande områdena.
I dessa  områden förekommer även växtlighet i form av mossor och lavar.

## Geografi
De största områdena är:
- McMurdo Dry Valleys, cirka 4 900 km², McMurdosundet, Victoria Land
- Cape Hallet, norra Victoria Land
- Bunger Hills, cirka 950 km² mellan Wilkes land och Queen Mary land
- Holme Bay, Mac Robertson land
- Vestfold Hills, cirka 420 km², Princess Elizabeth land
- Larsemann Hills, Princess Elizabeth land
- Stillwell Hills, cirka 96 km², Kemp land
- Schirmacher Oasis, cirka 34 km², i Prinsesse Astrid Kyst

Vissa torrdalar användes av NASA som övningsområde för Marssonder då de liknar planetens yta.